# Korintski slog
Korintski slog ali korintski red je eden od slogov v klasični grški arhitekturi z značilnimi stebri s 24 kanelurami in bazo kot jonski, ki ji je dodana kvadratna plošča plinta s kapitelom, oblikovanim kot košara s stiliziranimi listi akanta.
Menijo, da si je korintski slog izmislil kipar Kalimah (Callimachus), ki je bil navdušen nad videzom posvetne košare, ki je bila zapuščena na grobu mladega dekleta. Po Vitruviju je bila pletena košara prepletena z rastlino akant, ki je tu zrasla, tako da je svoje liste prepletla s košaro.
Korintski kapitel je obogatena različica jonskega kapitela, čeprav so jonski detajli, kot so volute, precej nežnejši in manjši ter postavljeni na vogalih glede na izražene izvirne detajle korintskega kapitela, kot so stilizirani akantovi listi. Listi akanta na korintskem kapitelu so različno izraženi v različnih kulturah gradnje.
V primerjavi z dorskim in jonskim kapitelom korintski nima vrat, ampak samo prstanasto astragalno profilacijo ali trak, ki oblikuje osnovo kapitela kot konotacijo na legendarno opisano košaro.
Korintski steber je skoraj vedno kaneliran. Če ni, morajo za to biti dobri razlogi (običajno so finančni). Na korintskih stebrih so kanelure včasih tudi okrašene.
V svojih sorazmerjih je korintski steber podoben jonskemu, a je lahko vitkejši. V bistvu se najbolj razlikuje po izvirnem kapitelu. Abak nad kapitelom ima vdolbljene stranice, da bi se prilegal zvitim vogalom kapitela, na osi vsake stranice ima lahko tudi rozeto.
Arhitrav je razdeljen na dva ali tri dele, ki so lahko enaki ali imajo zanimiva razmerja med seboj. Nad običajno nedekoriranim arhitravom sedi friz, ki je lahko bogato skulpturiran s tekočim oblikovanjem. Nad njim je profilacija glavnega venca podobna jonskemu slogu. Če je glavni venec zelo globok, je lahko okrepljen z ornamentalnimi rešetkami, postavljenimi v seriji pod glavnim vencem.
Najstarejši korintski steber je Apolonov tempelj v Basi v Arkadiji iz okoli 450–420 pr. n. št. Korintski steber v tem templju ni bil del nobenega sloga, na zunanji strani je sicer v dorskem slogu in jonskem znotraj cele. En korintski steber je nedoumljivo prosto stal v središču cele. Arheologi še vedno razpravljajo o njegovem namenu. Po eni teoriji je bil steber mogoče neka vrsta "posvetnega stebra".
Najbolj znani korintski templji so: Olimpiejon v Atenah, tempelj v Tegeji in drugi.
V helenistični dobi so ga pogosto uporabljali, v rimski dobi pa je prevladoval zaradi svoje dekorativnosti (npr. Avgustov tempelj v Puli).
Rimljani so ga kombinirali z jonskim stebrom in tako ustvarili tako imenovani kompozitni slog.

## Opis

### Grški korintski slog
Korintski slog se imenuje po starogrški mestni državici Korint, ki je bila v tem obdobju zelo pomembna. Po arhitekturnem zgodovinarju Vitruviju je steber oblikoval kipar Kalimah, verjetno Atenčan, ki je narisal akantove liste, ki rastejo okoli votivne košare. Najzgodnejšo uporabo je mogoče zaslediti v poznem klasičnem obdobju (430–323 pr. n. št.). Najzgodnejši korintski kapitel so našli v Apolonovem templju v Basi, datiran v 427 pr. n. št.

### Rimski korintski slog
Precej bolj je bil korintski slog razširjen v starorimski arhitekturi, če omenimo samo nekatere, na primer tempelj Marsa Ultorja v Avgustovem forumu (2. st.) , uporabljen je bil v južni Galiji na Maison Carree v Nimesu in primerljiv je v Vienne, Isère.
Druge prvovrstne primere je opisal  Mark Wilson Jones: nižji slog v baziliki Ulpijcev in Trajanov slavolok v Anconi (oba v času vladanja Trajana, 98−117 n. št. Fokasov steber (ponovno postavljen v pozni antiki, sicer iz 2. stoletja) in Bakhusov tempelj v Baalbeku (okoli leta 150). 
Razmerje (proporc) je značilnost korintskega sloga: »Skladna integracija dimenzij in razmerij v skladu z načeli simetrije« je zapisal Mark Wilson Jones, ki ugotavlja, da je razmerje med skupno višino stebra proti višini trupa 6 : 5, tako da je sekundarno celotna višina stebra s kapitalom pogosto mnogokratnik 6 rimskega čevlja, medtem ko je višina stebra samega večkratnik 5. V razmerjih je korintski steber podoben jonskemu, čeprav je bolj vitek in izstopa s svojim značilnim klesanim kapitelom. Abak na kapitelu ima konkavno obliko v skladu z zaobljenimi koti kapitela in lahko z rozeto v središču vsake stranice. Korintske stebre so postavili na najvišji nivo rimskega Koloseja, ker najmanj držijo težo in imajo tudi vitko razmerje debeline proti višini. Njihova višina/širina je približno 10 : 1. 
Različica je slog Tivoli, ki ga najdemo v templju Veste v Tivoliju. Tivolski slog je korintski kapitel, ki ima dve vrsti akantov,  njegov abak je okrašen s širokimi vzorci fleuron v obliki cvetov hibiskusa z izrazitimi spiralnimi pestiči. Žlebiči stebra imajo ravne vrhove. Friz vsebuje girlando s sadjem (feston) med bukranijem (bukranijski friz z lobanjami). Nad vsako girlando je rozeta. Venec nima obogatenega vodoravnega nosilca.

### Gandarski kapiteli
Indokorintski kapiteli kronajo stebre ali pilastre, ki jih najdemo na severozahodni indijski podcelini in običajno združujejo helenistične in indijske elemente. Ti kapiteli običajno datirajo v 1. stoletje našega štetja in so pomembni elementi grško-budistične gandarske umetnosti.
Klasična oblika je pogosto prilagojena, je bolj podolgovate oblike in včasih v kombinaciji s spiralami v okviru budističnih stup in templjev. V indokorintske kapitele so vključene tudi podobe Bude ali Bodisatve običajno kot osrednje osebnosti in pogosto v senci razkošnega listja korintske oblike.

### Renesančni korintski slog
V prvi dobi italijanske renesanse je florentinski arhitekturni teoretik Francesco di Giorgio izrazil človeško analogijo, da so pisatelji, ki so sledili Vitruviju, pogosto povezovali človeško obliko in v risbah, izdelanih za korintske kapitele, prelagali človeške glave. 
Korintski arhitrav je bil razdeljen na dva ali tri dele, ki so lahko enaki ali pa imajo zanimiva medsebojna razmerja. Nad ravnino neokrašenega arhitrava leži friz, ki je lahko bogato izrezljan s kontinuirano vsebino ali pusti ravnino kot na ameriškem Kapitolu. Na Kapitolu je razmerje med  arhitravi in frizi natanko 1 : 1. Predvsem pa so profili venca podobni jonskim. Če je venec zelo globok, je lahko podprt z nosilci, ki so uporabljeni kot okrasni nosilci pod vencem.
Korintski steber ima skoraj vedno žlebove. Če jih ni, je pogosto tehten razlog za to (včasih preprosto skromen proračun). Celo žlebovi korintskega stebra so lahko obogateni. Francozi jih radi imenujejo chandelles (sveče) in jim včasih na koncu dobesedno vklešejo snop plamenov ali zvončnico. Druga možnost je lahko nizanje perl ali verig luščin, ki prevzamejo mesto v žlebovih, ker je korintski najigrivejši in najprilagodljivejši slog. Njegova vsebina je bogata in praznična z več možnostmi za spremembe v primerjavi z drugimi slogi.